# Marie Rougier-Salvat
Marie Rougier-Salvat, née en 1947 ou 1948 à Bergerac (Dordogne), est une chef cuisinière française à la retraite, étoilée au Guide Michelin de 2010 à 2015 pour son restaurant La Tour des Vents (qui est resté étoilé après le départ à la retraite de Marie-Rougier-Salvat).
Cela fait d'elle une des rares femmes à avoir été chef étoilée en France. 
En tant que telle, Marie-Rougier Salvat a fait partie du jury d'une épreuve des quarts de finale de la saison 6 de Top Chef, diffusée sur M6 en 2015, aux côtés des femmes chefs étoilées Nicole Fagegaltier, Françoise Mutel, Virginie Basselot, Jacotte Brazier, Arabelle Meirlaen, Anne Majourel, Sophie Bise, Sharon Frannais et Christelle Brua.

## Parcours
Fille de viticultrice, elle travaille d'abord comme comptable à Cancon, dans le Lot-et-Garonne. Sa mère, Edith, possédait des vignes à Monbazillac et vendait le vin produit dans l'ancien moulin de Malfourat. En été, Marie Rougier venait aider sa mère qui proposait de la restauration simple (crêpes, cuisine régionale). En 1986, Marie prend la relève de sa mère et ouvre un restaurant à l'année. Progressivement, Marie Rougier, encouragée par son mari Paul Salvat, complexifie sa cuisine et fait des stages pour étendre ses capacités.
En 2010, elle reçoit une étoile du guide Michelin.
En juin 2015, Marie Rougier-Salvat prend sa retraite et confie le restaurant à son second Damien Fagette,. Les années suivantes, le restaurant a conservé son étoile.